# Cheirodon kiliani
Cheirodon kiliani és una espècie de peix de la família dels caràcids i de l'ordre dels caraciformes.

## Morfologia
- Els mascles poden assolir 3 cm de llargària total.[4]

## Hàbitat
Viu en zones de clima temperat.

## Distribució geogràfica
Es troba a Sud-amèrica, a les conques fluvials pacífiques de Xile (entre el llac Lanalhue i el riu Calle Calle).